# 森石站
森石站（日语：／ Moriishi eki */?）是位於富山縣黑部市宇奈月町舟見明日音澤，黑部峽谷鐵道本線的車站。

## 歷史
- 1953年（昭和28年）11月16日 關西電力取得地方鐵道許可，開設客運業務，此站啟用。

## 車站構造
車站是一座地面車站，設有1面2線的島式月台。車站位於海拔309米。車站鄰近隧道，於在隧道內設有轉轍器分支。站內也有讓關西電力職員於冬季行走的行人隧道。

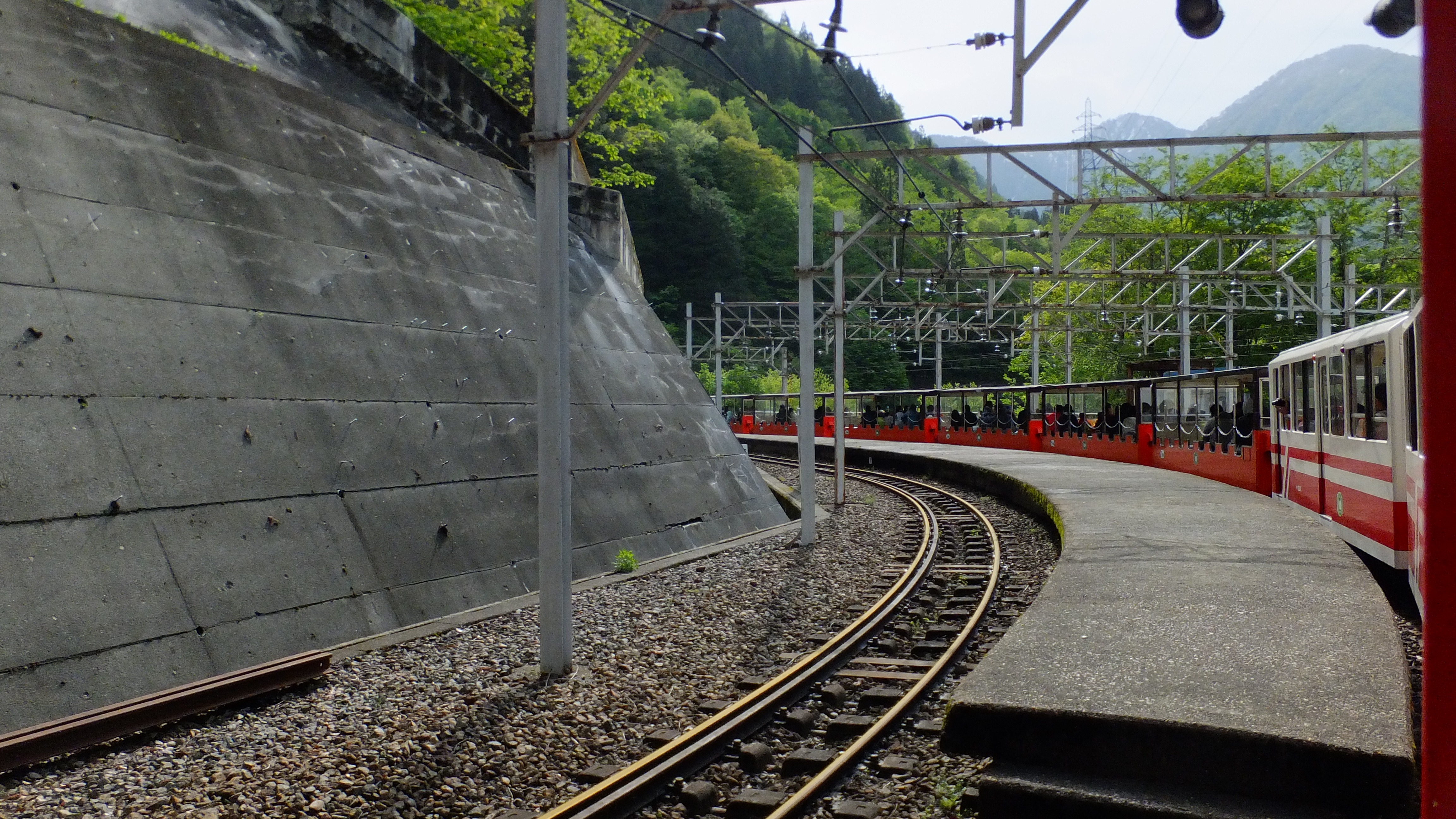
彎曲月台

## 相鄰車站
黑部峽谷鐵道
本線
關西電力專用列車
柳橋－森石－黑薙
旅客列車
通過
在此站與柳橋站曾經設有佛石站（日语：／），啟用和廢止日子不詳。

## 注腳
1. ↑  今尾惠介監修《日本鉄道旅行地図帳 6号北信越》 新潮社 2008年10月18日 p.39